# 雪に消えた悪魔
『雪に消えた悪魔』（ゆきにきえたあくま）は、赤川次郎による日本の推理小説。「悪魔シリーズ」の第4作。

## あらすじ
花園学園高校2年生に編入してきた上村真由実が〈Tスキーリゾート〉の社長令嬢ということで便宜が図られ、毎年信州だったスキー学校が、今年は北海道へ行くことになった。出発早々、由利子らが乗るバスが事故渋滞に巻き込まれた上、女が運転する1台のオートバイが真正面から突っ込んでくるなど災難続き。幸い怪我人は出なかったものの、目的地へ向かう列車の中で、真由美と若い男が抱き合い「殺すか殺されるかだ」と話しているのを旭子が聞いてしまう。
由利子・香子・旭子の3人もスキー学校を楽しみつつも警戒を続けていたが、真由実は不仲の両親のことや恋人とのことで悩んでいた。真由実の恋人の田川勇治は、先頃会社の金を横領したとして解雇された田川貞治の息子で、交際を反対されていた。
真由実の父・浩三郎は、町長主催のパーティーに妻・オリエと出席した帰り道、突然飛び出してきた男をはねてしまう。男は、かつての部下・田川貞治だった。少なからずやましいところがある浩三郎は、同乗していた妻・オリエと共にその場から逃げてしまう。

## 登場人物
矢吹 由利子（やぶき ゆりこ）
花園学園高校2年生。
桑田 旭子（くわた あきこ）
花園学園高校2年生。役者を目指している。
弘野 香子（ひろの きょうこ）
花園学園高校2年生。資産家令嬢。事故に巻き込まれ旅程が遅延したため、小型ジェットをチャーターする。
上村 真由実（かみむら まゆみ）
花園学園高校2年生。〈Tスキーリゾート〉の社長令嬢。2年から編入してきた。
上村 浩三郎（かみむら こうざぶろう）
真由実の父。〈Tスキーリゾート〉社長。48歳。
上村 オリエ（かみむら おりえ）
真由実の母。
田川 貞治（たがわ さだはる）
元〈Tスキーリゾート〉経理担当重役。10億円近い使い込みをしたとして解雇された。上村と古くからの知り合いで家族ぐるみの付き合いだったため、刑事告訴はされなかったが、妻が自殺してしまった。
田川 勇治（たがわ ゆうじ）
20歳。貞治の息子。真由実の恋人。
明石（あかし）
社長秘書。真由実に振られたが、諦めきれずにいる。
一ヶ瀬 邦子（いちがせ くにこ）
使われていないゴンドラの中で遺体で見つかった、黒いスキーウェアの女。〈Tスキーリゾート〉の元社長秘書で、浩三郎の愛人だった。
落合（おちあい）
事件を担当する刑事。